# Aziza Chagaf
 (mars 2018).
 (mars 2018).
Aziza Chagaf (en arabe : عزيزة شغاف) est une députée de la Chambre des Représentants du Maroc pour la législature 2016-2021, originaire de Dakhla
Elle est membre du Parti authenticité et modernité.

## Biographie
Elle a été élue députée de la circonscription Circonscription électorale nationale - Première partie pour les femmes (الدائرة الانتخابية الوطنية - الجزء الأول المخصص للنساء), lors des élections législatives marocaines de 2016 avec le Parti authenticité et modernité. Elle fait partie de la Commission des affaires étrangères, de la défense nationale, des affaires islamiques et des Marocains résidant à l'étranger. 
Elle est également assistante internationale au Centre John Hazen aux États-Unis, membre du conseil d'administration de l'American Moroccan Institute et master en Commerce international de la Johnson & Wales University (en). 